# Colwellia psychrotropica
Espèce
Colwellia psychrotropica est une des espèces du genre bactérien Colwellia. Cette espèce est formée de bacilles à Gram négatif de la famille des Colwelliaceae. Ces bactéries marines psychrophiles font partie du phylum des Pseudomonadota.

## Historique
Colwellia psychrotropica a été décrite en 1998 en même temps que trois autres espèces du genre Colwellia, Colwellia demingiae, Colwellia rossensis et Colwellia hornerae, toutes les quatre isolées à partir de prélèvements d'eaux de l'Antarctique.

## Taxonomie
Le nom correct complet (avec auteur) de ce taxon est Colwellia psychrotropica Bowman et al. 1998.

### Étymologie
L'étymologie de cette espèce Colwellia psychrotropica est la suivante : psy.chro.tro.pi’ca Gr. masc. adj. psychros, froid; L. fem. adj. tropica, tropique, cercle; N.L. fem. adj. psychrotropica, qui a une affinité pour le froid,.

### Phylogénie
La comparaison des séquences de l'ARNr 16S de la souche ACAM 179 et de celles des autres souches de Colwellia, a montré une homologie d'environ 95,1 % à 97,8 %. L'analyse phylogénique confirme la proximité de cette souche et des autres Colwellia. Elle se retrouve sur le même nœud que la souche ACAM 608 qui deviendra Colwellia rossensis. Cette même analyse phylogénique montre que les genres les plus proches sont les genres Pseudoalteromonas et Alteromonas. Tout comme ces deux genres et les autres Colwellia, l'espèce Colwellia psychrotropica est classée parmi les Gammaproteobacteria et les Protéobactéries à cette date 1998. La famille Colwelliaceae décrite ensuite en 2004 a permis de regrouper dans une même famille les genres Colwellia et Thalassomonas du fait de l'homologie de leurs séquences nucléotidiques en ARNr 16S. En 2005, lors de la description de l'ordre Alteromonadales dans le Bergey's Manual, la famille Alteromonadaceae y est intégrée comme unique famille de cet ordre et contenant entre autres les Colwellia. La même année dans la liste des nouveaux noms n°106, les Colwellia sont séparées de cette famille et intégrée dans celle des Colwelliaceae.

## Description
Lors de sa description de 1998, L'espèce C. psychrotropica est décrite comme une espèce de bactéries à Gram négatif avec des bacilles à morphologie incurvée et mobiles avec parfois des bactéries plus sphériques. La majeure partie des bactéries de cette famille sont des chimiohétérotrophes anaérobies facultatifs nécessitant des ions sodium pour leur croissance,.
La souche type de cette espèce C. psychrotropica est la souche ACAM 179.

## Habitat
Tout plusieurs autres Colwellia, l'espèce C. psychrotropica est une bactérie psychrophile marine. Elle a par ailleurs été isolée dans le pycnocline d'un lac salin marin méromictique en 
Antarctique.